# Renània
La Renània (en alemany Rheinland, "terra del Rin") és una regió d'Alemanya, repartida entre els estats del Rin del Nord-Westfàlia i Renània-Palatinat.
La Renània va ser la zona ocupada per França després de la Primera Guerra Mundial a conseqüència del Tractat de Versalles, i va ser recuperada, violant aquest tractat, pel Tercer Reich el 7 de març de 1936, amb molt poques tropes i entrant en bicicleta. Els francesos no van actuar a causa de la gran inestabilitat política de l'època. El 29 de març de 1936 Adolf Hitler aconsegueix el 99% dels vots d'un total de 45,5 milions de votants, en un referèndum per ratificar la recuperació de la regió.